# 훈땃쥐
훈땃쥐(Crocidura attila)는 땃쥐과에 속하는 포유류의 일종이다. 카메룬과 중앙아프리카공화국, 말리, 콩고민주공화국, 나이지리아에서 발견된다. 자연서식지는 아열대 또는 열대 기후 지역의 습윤 저지대 숲과 습윤 산지 숲 그리고 급격히 쇠퇴한 이전 숲이다.